# Eumacrohoughia nuda
Eumacrohoughia nuda är en tvåvingeart som beskrevs av Townsend 1927. Eumacrohoughia nuda ingår i släktet Eumacrohoughia och familjen parasitflugor. Inga underarter finns listade i Catalogue of Life.